# سیارک ۷۹۴

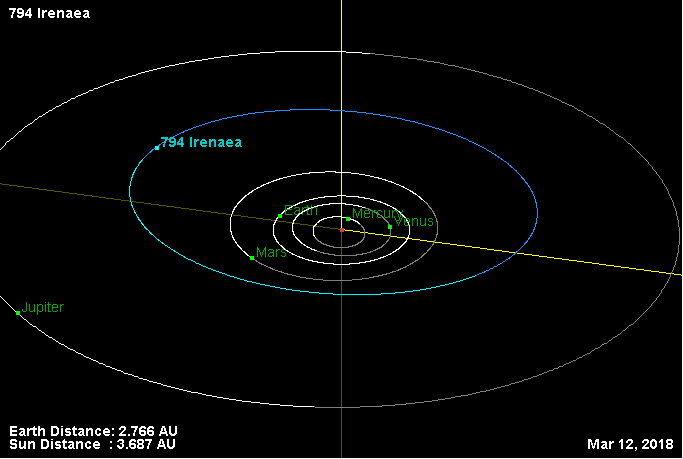
سیارک ۷۹۴

سیارک ۷۹۴ (به انگلیسی: 794 Irenaea، نامگذاری:1914VB) هفتصد و نود و چهارمین سیارک کشف شده‌است که در ۲۷ اوت ۱۹۱۴ و در وین کشف شد.
قدر مطلق سیارک برابر ۱۱٫۱۰ است.